# Adamdighi
Adamdighi är ett underdistrikt i Bangladesh. Det ligger i den nordvästra delen av landet, 180 kilometer nordväst om huvudstaden Dhaka.
Trakten runt Adamdighi består till största delen av jordbruksmark. Runt Adamdighi är det tätbefolkat, med 849 invånare per kvadratkilometer.